# 松沢令之助
松沢 令之助（まつざわ れいのすけ、1901年（明治34年）6月10日 - 没年不明）は、昭和期の医師、政治家。長野県須坂市長。号は秋嶺。

## 来歴
長野県上高井郡高甫村（現須坂市）で、松沢新太郎、なわ の長男として生まれた。1916年（大正7年）3月、長野県上高井農学校（現長野県須坂園芸高等学校）を卒業。さらに、1941年（昭和16年）12月、哈爾濱医科大学（現ハルビン医科大学）開拓学院卒業、1952年（昭和27年）10月、東京医科大学専門部を卒業した。この間、1926年（大正15年）陸軍一等看護長となり、1942年（昭和17年）拓務省嘱託の医師として満州に派遣された。
1947年（昭和22年）上高井郡高甫村で医院を開業。1952年（昭和27年）高甫村教育委員、1955年（昭和30年）須坂市教育委員、1958年（昭和33年）同委員長、1963年（昭和38年）須坂市議会議員、1965年（昭和40年）同議長などを歴任した。
1968年（昭和43年）須坂市長選挙で当選し、1976年（昭和51年）1月まで2期在任。1976年の市長選では山際順との激戦で敗れた。在任中は上高井郡東村との合併や医療行政の充実などにあたった。その他、長野県交通災害共済組合長、長野県国民健保審査会委員、全国消防長会警防委員会委員などを務めた。